# Бархакент
Бархакент — упразднённое село в Левашинском районе Дагестана. На момент упразднения входило в состав Эбдалаянского сельсовета. Исключено из учётных данных в 1970-е годы.

## География
Располагалось в 0,2 км к югу от окраины села Эбдалая.

## История
До вхождения Дагестана в состав Российской империи селение Бархакент входило в состав вольного общества Акуша. Затем в Эбдал-Аянское сельское общество Кутишинского наибства Даргинского округа Дагестанской области. В 1895 году селение состояло из 28 хозяйств. По данным на 1926 год отселок Барха-Кент состоял из 13 хозяйств. В административном отношении входил в состав Эбдалаянского сельсовета Левашинского района.
Исключено из учётных данных в 1970-е годы в связи с выездом населения.
Село Бархакент, в 2005 году при принятии закона «О статусе и границах муниципальных образований Республики Дагестан», было включено в перечень населённых входящих в состав Эбдалаянского сельсовета. В том же году в закон была принята поправка и населённый пункт исключен из перечня.

## Население
| Год       | 1888 | 1895 | 1908 | 1926 | 1939 | 1970 |
| --------- | ---- | ---- | ---- | ---- | ---- | ---- |
| Население | 106  | 105  | 71   | 45   | 45   | 12   |

По переписи 1926 года в селе проживало 45 человек (21 мужчина и 24 женщины), из которых: даргинцы — 100 %.